# Heinrich Stommel

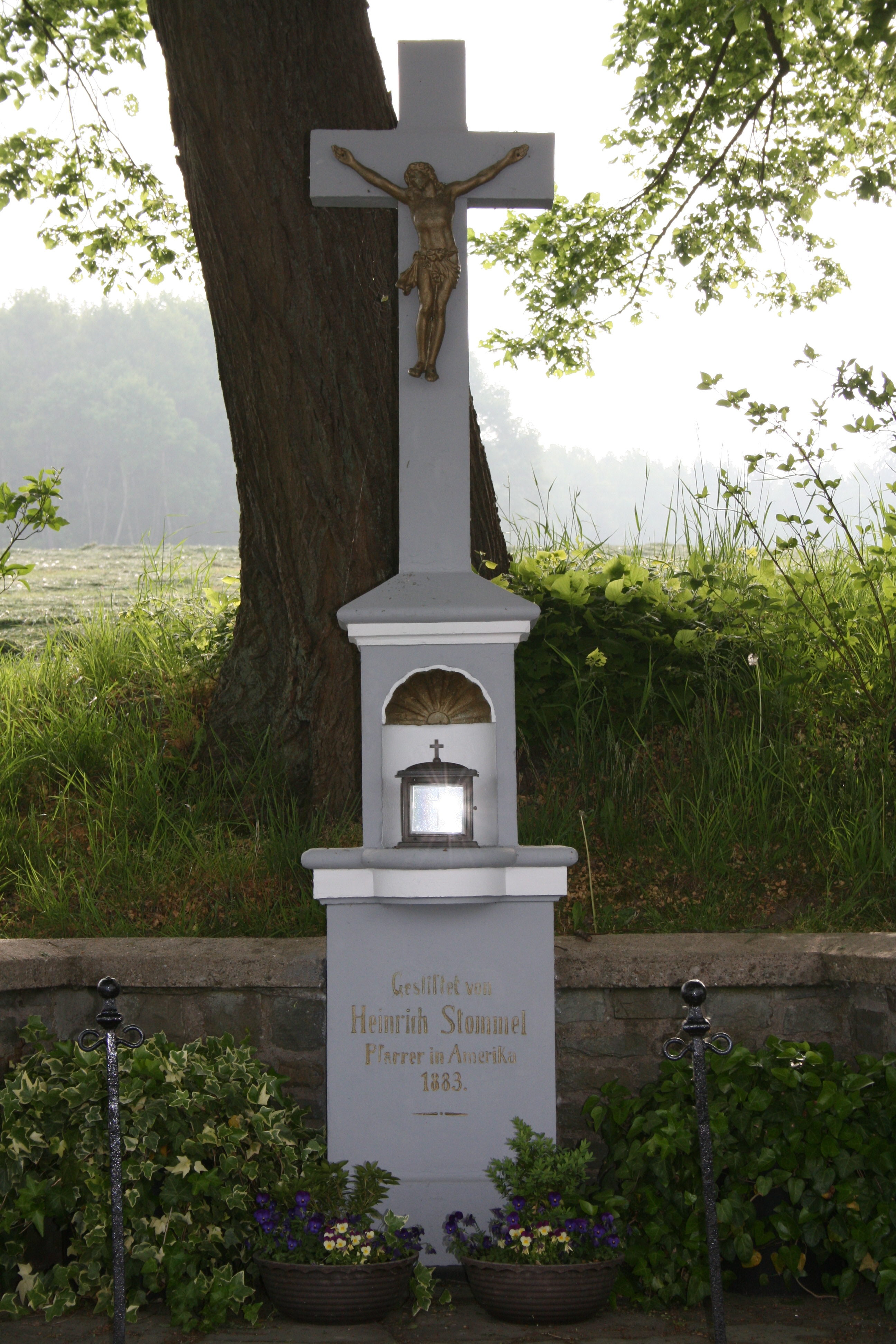
Das von Heinrich Stommel gestiftete Wegkreuz in Ruppichteroth-Kesselscheid

Heinrich Stommel (* 1842 in Ruppichteroth; † 30. Dezember 1917 in Philadelphia, Pennsylvania) war ein deutscher römisch-katholischer Geistlicher, der in die USA auswanderte. Er stellt eine wichtige Stiftungsfigur in der Gemeinde Ruppichteroth dar.
Pfarrer Heinrich Stommel war gebürtig aus dem Ortsteil Hodgeroth. Er studierte Theologie am American College in Löwen in Belgien, das der Ausbildung europäischer Kandidaten für das geistliche Amt in den Bistümern der Vereinigten Staaten diente. Am 11. September 1870 wurde er hier von Walter Steins Bisschop zum Priester geweiht. Seine Primiz feierte er in Ruppichteroth. Er wurde dem Erzbistum Philadelphia zugewiesen. Nach seiner Ankunft in den Vereinigten Staaten war er zunächst Kaplan an St. Boniface in Philadelphia, einer Gemeinde vorwiegend deutschsprachiger Einwanderer. 1871 wurde er zum Pfarrer von Saint John the Baptist in Haycock, Bucks County, ernannt. 1875 wechselte er nach Doylestown. Er gründete eine Reihe von Kapellen und Kirchen in Bucks County. Am 1. Oktober 1890 wurde Stommel Pfarrer der heute nicht mehr existierenden Kirche St. Alphonsus in Philadelphia (4th and Reed St.). Hier etablierte er eine katholische Schule. Begraben wurde er dort auf dem Holy Redeemer Cemetery.
Er machte der Kirche Ruppichteroth in den Jahren 1906 bis 1914 neun Stiftungen. Das Geld sammelte er in seiner neuen Gemeinde. Auf Wunsch des Ruppichterother Pfarrers Dechant Lapp stiftete er für das Gertrudisstift 14.000 Mark. Das Haus erhielt den Namen seiner Schwester. Die anderen Stiftungen betrafen die Kirchenreinigung, Ausstattung der Erstkommunikanten, Schulspeisung, Krankenpflege und andere soziale Zwecke. Seine alte Heimat sah Reverend Henry Stommel nicht mehr wieder.